# David Hare
David Hare (Nueva York, 10 de marzo de 1917-Jackson, 21 de diciembre de 1992) fue un artista estadounidense, relacionado con el movimiento surrealista. Se le conoce ante todo por su escultura, aunque también trabajó ampliamente en fotografía y pintura. 

## Biografía
A finales de los años 1930, sin ninguna formación artística previa, comenzó a experimentar con la fotografía en color. Usando su educación anterior de química Hare desarrolló una técnica automatista llamada heatage en la que calentaba el negativo sin fijar de una placa de ocho por diez pulgadas, haciendo que la imagen se arrugara y distorsionara.
Los experimentos surrealistas de Hare en fotografía eran sólo uno de sus muchos proyectos. En 1940 recibió un encargo del Museo Americano de Historia Natural para documentar a los indios pueblo del suroeste estadounidense, para el que con el tiempo produjo veinte copias que desarrolló usando el entonces nuevo proceso de transferencia de colorante (dye-transfer, una técnica que llevaba mucho tiempo y era complicada). Ese mismo año, abrió su propio estudio de fotografía comercial en Nueva York y expuso sus fotografías en una exposición individual en la Galería Julien Levy. 
En los siguientes años, a través de su prima, la pintora Kay Sage, entró en contacto con una serie de artistas surrealistas que habían huido de su Europa natal debido a la Segunda Guerra Mundial. Hare se relacionó mucho con el movimiento surrealista emigrado y colaboró estrechamente con ellos en proyectos como el periódico surrealista VVV, que cofundó y editó desde 1941 hasta 1944 con André Breton, Max Ernst, y Marcel Duchamp. Comenzó a experimentar con la escultura surrealista, que pronto se convirtió en su foco principal de interés, y expuso su obra en exposiciones individuales en una serie de locales prestigiosos, incluyendo la galería «The Art of This Century» de Peggy Guggenheim. 
En 1948 fue un miembro fundador, junto con Mark Rothko, William Baziotes y Robert Motherwell, de la «Subjects of the Artist School» en Nueva York. Hare siguió en estrecha relación con artistas y pensadores influyentes a lo largo de finales de los cuarenta y los cincuenta, contándose entre sus amigos y conocidos con Jean-Paul Sartre, Balthus, Alberto Giacometti, y Pablo Picasso.
Durante los años sesenta y setenta Hare desempeñó cargos docentes en diferentes escuelas, incluyendo el Philadelphia College of Art. Durante esta época, comenzó a trabajar en su serie de escultura Cronus, pinturas y dibujos, que fueron el tema de una exposición individual en el Museo Guggenheim de Nueva York en 1977. En los años posteriores fue incluido en muchas retrospectivas surrealistas, representado en especial por su escultura y su pintura.
Murió el 21 de diciembre de 1992 en Jackson, Wyoming, después de una operación urgente por aneurisma de aorta. 

## Catálogos que incluyen a Hare
- Reuniting an Era abstract expressionists of the 1950s, Exposición: 12 de noviembre de 2004-25 de enero de 2005, Rockford Art Museum, Rockford, IL
- The Third Dimension Sculpture of the New York School, por Lisa Phillips, Exposición: 6 de diciembre de 1984-3 de marzo de 1985 The Whitney Museum of American Art, Nueva York ISBN 0-87427-002-2
- American Painting of the 1970s, ensayo de Linda L. Cathcart, Exposición: 8 de diciembre de 1978-14 de enero de 1979 Albright-Knox Art Gallery, Buffalo, Nueva York
- 200 Years of American Sculpture, Exposición del Bicentenario: 16 de marzo-26 de septiembre de 1976, organizada por el Whitney Museum of American Art, Nueva York, David R. Godine, editor en asociación con el Whitney Museum of American Art ISBN 0-87923-185-8 HC

## Libros
- Herskovic, M., American Abstract Expressionism of the 1950s An Illustrated Survey, Archivado el 29 de septiembre de 2007 en Wayback Machine. (New York School Press, 2003.) ISBN 0-9677994-1-4
- The Annual & Biennial Exhibition Record of the Whitney Museum of American Art 1918-1989. Incorpora las exposiciones de series del Whitney Studio Club, 1918-1928; The Whitney Studio Club Galleries, 1928-1930; The Whitney Museum of American Art, 1932-1989, ed. por Peter Falk, Sound View Press, 1991 ISBN 0-932087-12-4
- New York Cultural Capital of the World 1940-1965 ed. Leonard Wallock, Rizzoli, Nueva York 1988 ISBN 0-8478-0990-0
- Andersen, W., American Sculpture in Process: 1930/1970, New York Graphic Society Boston, Massachusetts, Little, Brown and Company Publisher, 1975 ISBN 0-316-03681-1
- Hunter, S. y Jacobus, J., American Art of the 20th Century, Harry N. Abrams, Inc., New York, 1973 ISBN 0-8109-0135-8
- Rose, B., Praeger, F.A., editores, American Art Since 1900 A Critical History, New York, Washington 1967 Número de catálogo en la Biblioteca del Congreso 67-20743
- Modern Sculpture from the Joseph H. Hirshhorn Collection, The Solomon R. Guggenheim Museum, Nueva York, 1962 Número de catálogo en la Biblioteca del Congreso 62-19719
- Seuphor, M., The Sculpture of this Century, Gorge Braziller Inc., New York, 1960 Número de catálogo en la Biblioteca del Congreso 60-7807
- Ritchie, A.C., Sculpture of the Twentieth Century, The Museum of Modern Art, Nueva York, Thames & Hudson, Ltd., Londres, diciembre de 1952.